# São Cristóvão do Sul
São Cristóvão do Sul é um município brasileiro do Estado de Santa Catarina. Localiza-se a uma latitude 27º16'00" Sul e a uma longitude 50º26'26" Oeste, estando a uma altitude de 1025 metros. Sua população estimada em 2020 era de 5 598 habitantes.
Possui uma área de  350,88 km².
A cidade pertencia à Curitibanos até 1992 quando decidiu-se emancipar a região. A principal fonte de renda do município é a fabricação de fósforos, que é responsável pela maior parte da economia da cidade.
O clima é de verões frescos e invernos rigorosos, com temperatura média de 15 graus.
Está situada na Floresta Ombrófila Mista, onde predomina a Araucária.
Na cidade, está a Penitenciária Industrial de São Cristóvão do Sul, com 928 detentos, onde há a primeira unidade de segurança máxima do estado. Os condenados trabalham em tarefas como a limpeza das ruas, construção civil, criação de peixes, aves e suínos e fabricação de móveis e outros objetos.